# Asilus vittatus
Asilus vittatus är en tvåvingeart som beskrevs av Oliver 1789. Asilus vittatus ingår i släktet Asilus och familjen rovflugor. Inga underarter finns listade i Catalogue of Life.